# Jezebel

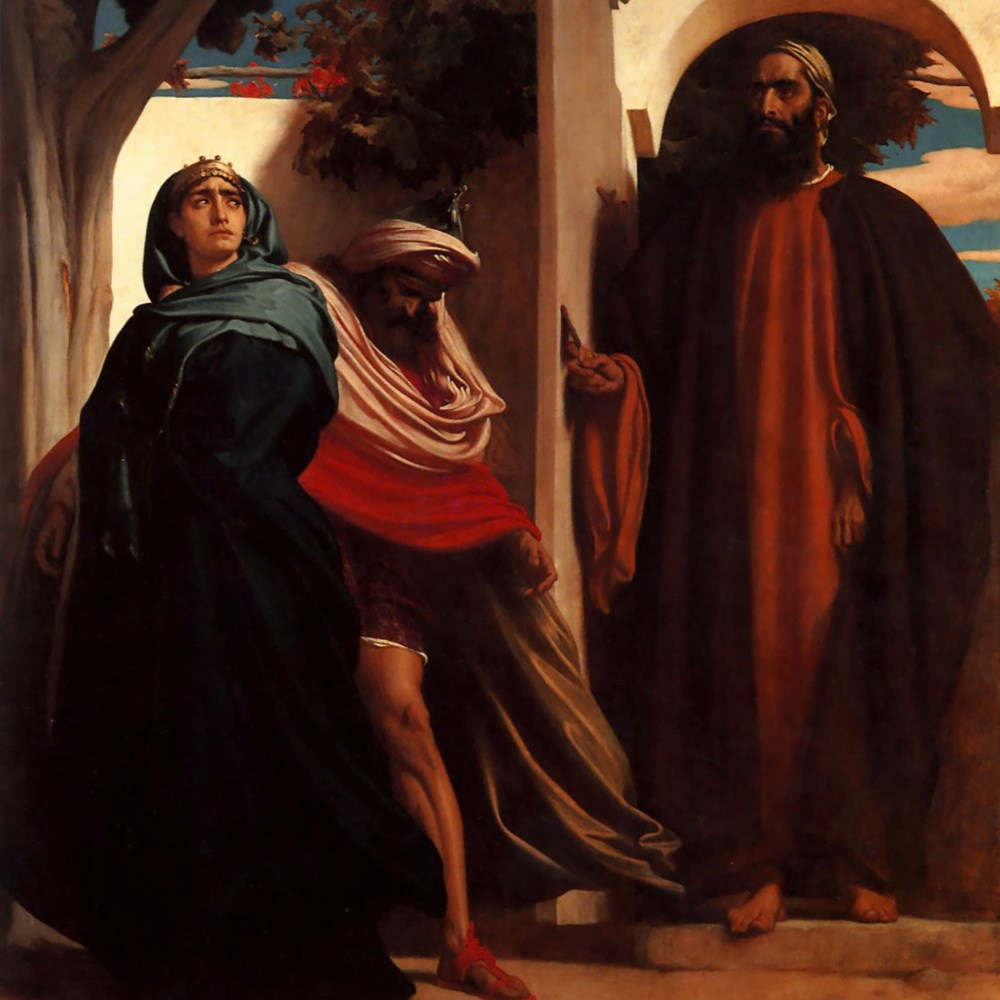
Hoạ phẩm về Jezabel và vua Ahab

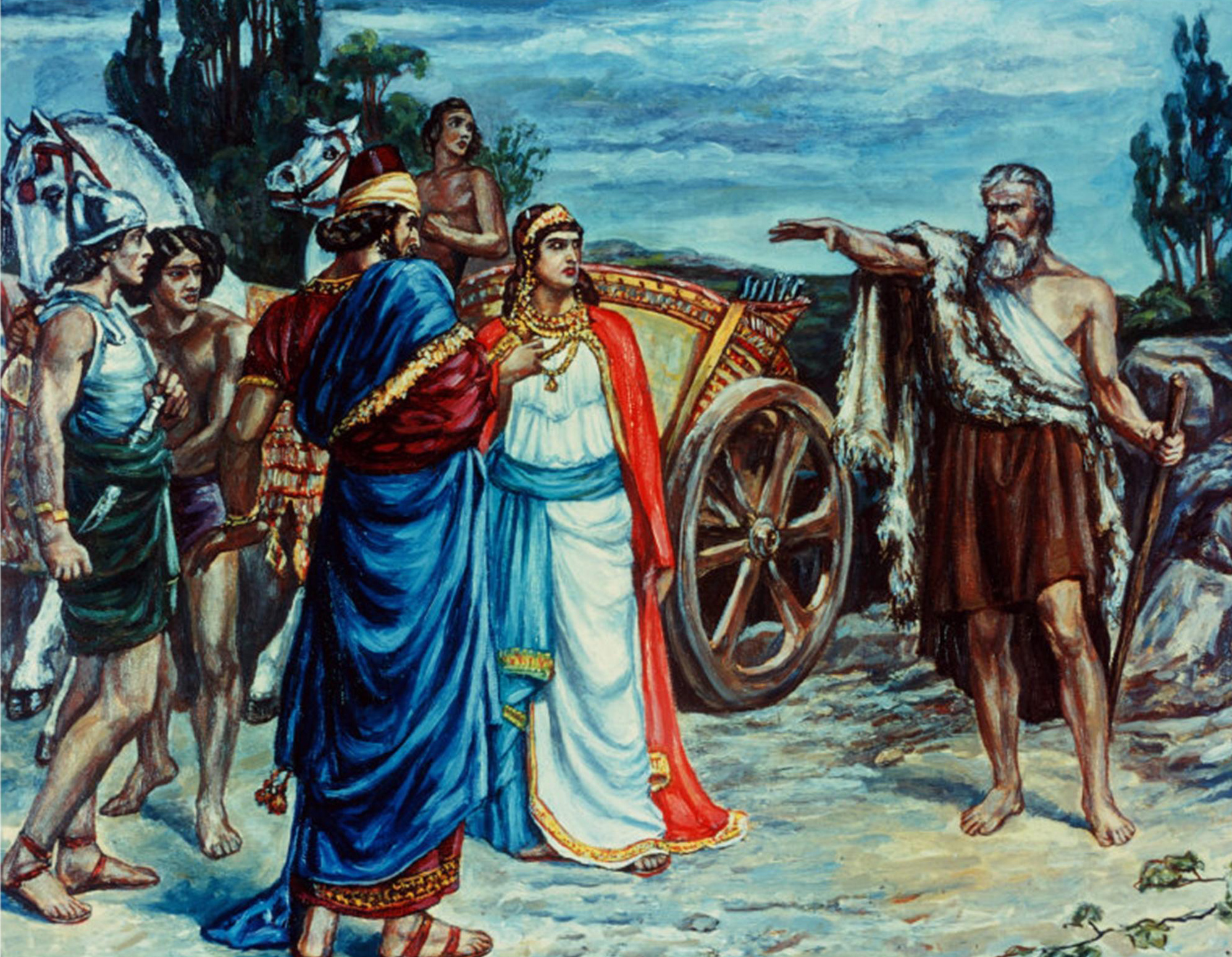
Jezabel và Ahab gặp Elijah ở Naboth

Jezebel (Giê Sa Bên/אִיזֶבֶל/ʾĪzével) là con gái của Ithobaal I (Ết-ba-anh) của Tyre và là vợ của vua Ahab của Vương quốc Israel được ghi chép theo Sách các vị vua của Kinh thánh tiếng Do Thái. Theo tường thuật trong Kinh thánh thì Jezebel đã thay thế việc thờ kinh Yahwism bằng sự thờ phượng Baal (Ba-anh) và Asherah và chịu trách nhiệm về cái chết của Naboth (Na-bốt) chính vì điều này đã gây ra thiệt hại không thể khắc phục đối với danh tiếng của triều đại Omride, vốn đã không được lòng dân Israel. Việc cô đăng quang làm nữ hoàng đã làm đảo lộn sự cân bằng quyền lực giữa những tín nhân theo thuyết Yahwism và Baal. Với tư cách là nữ hoàng, Jezebel đã thể chế hóa thuyết phục tùng Baal và giết chết các nhà tiên tri Yahwist, rất có thể bao gồm các linh mục của giáo phái con Bê Vàng của Jeroboam và xúc phạm bàn thờ của họ.
Những ghi chép trong Kinh Thánh cho biết Jezebel là người đàn bà tà ác thuộc xứ Phi Ni Si, là vợ của A Háp vị vua Do Thái (Y Sơ Ra Ên) là người đã trị vì trong thời Ê-Li làm vị tiên tri. Việc  Jezabel (Giê Sa Bên) kết hôn với A Háp, hơn bất cứ một sự kiện nào khác, đã gây ra sự sụp đổ của bắc vương quốc Y Sơ Ra Ên. Tình dục là vũ khí độc chiêu mà  Jezabel ban tặng cho môn đệ. Một tinh thần Jezebel là một ảnh hưởng quỷ dữ thông minh sử dụng sự quyến rũ, sự lừa dối và thao túng để kiểm soát con người. Jezebel trong Kinh Thánh đã sử dụng sự dối trá, ranh mãnh, hành vi tình dục và thao túng để đạt được những gì mình muốn. là một ảnh hưởng ma quỷ sử dụng  và quyến rũ để kiểm soát con người, nó ảnh hưởng họ để bị kích động bởi khao khát tình dục, tinh thần Jezebel là một trong những binh lính thông minh và ranh mãnh nhất trong quân đội của Satan.
Jezabel du nhập vào Y Sơ Ra Ên các hình thức thờ phượng hình tượng tồi tệ nhất từ xứ của mình để thay thế sự thờ phượng Đức Giê Hô Va và bà cũng là thầy tế lễ cả của thần Ba-anh. Jezabel đã thành công trong các Hội thánh Chúa, thiết lập được chế độ lãnh đạo theo kiểu mẫu hệ. Jezabel còn giết chết nhiều vị tiên tri, rồi Jezabel cũng toan giết nhà tiên tri Ê-Li. Sau khi Vua Giê-rô-bô-am chết, những vua kế tiếp cai trị nước Y-sơ-ra-ên ở phương bắc với mười chi phái đều ác cả trong đó vua A-háp là vua ác hơn hết thảy, nguyên do lớn là vì vợ ông tức hoàng hậu Jezabel. Sự tà ác của  Jezabel đã chấm dứt bằng cái chết khủng khiếp của bà hoàng này. Đức Giê-hô-va sai Giê-hu (Jehu) đi trừng phạt bà. Khi Jezabel nghe nói có Giê-hu đến thì bà vẽ mắt và cố giồi phấn cho đẹp để quyến rũ nhưng khi Giê-hu đến và trông thấy Jezabel đứng bên cửa sổ lò đầu ra ngoài, ông liền tri hô gọi những người đàn ông trong cung điện hãy ném mụ xuống và họ ném bà xuống và rồi đời bà hoàng hậu Jezabel.

## Chú thích

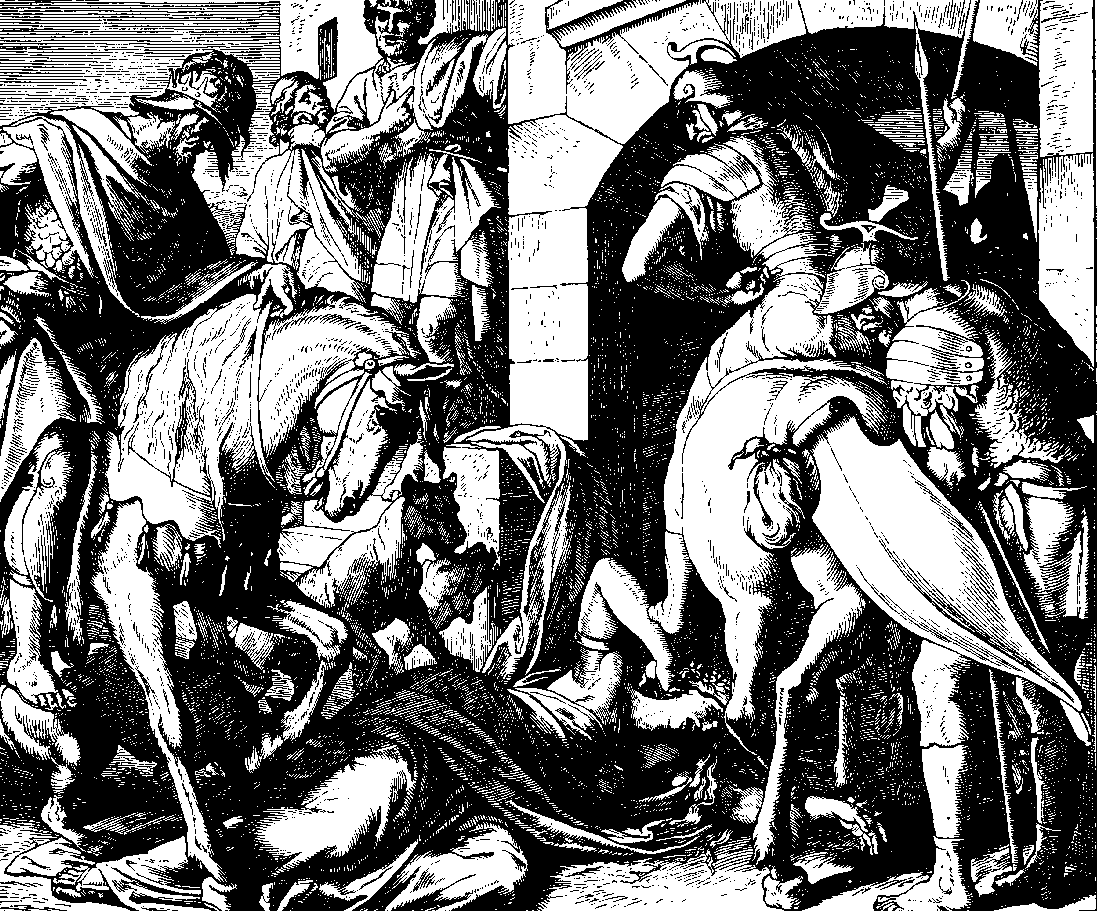
Cái chết của Jesabel

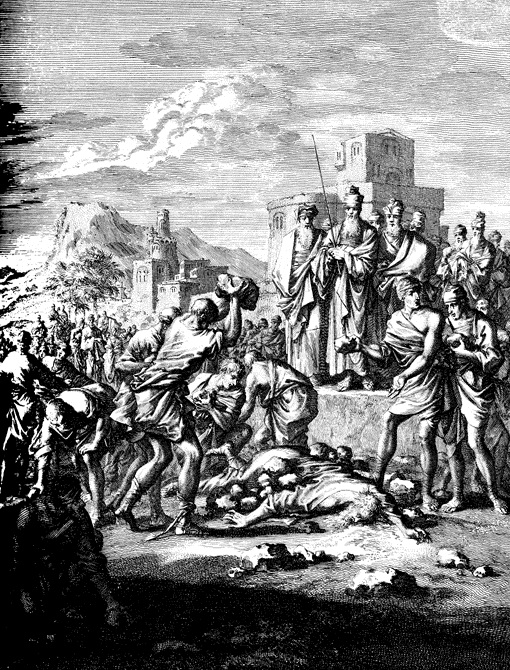
Ký hoạ cảnh Jezebel giết Naboth

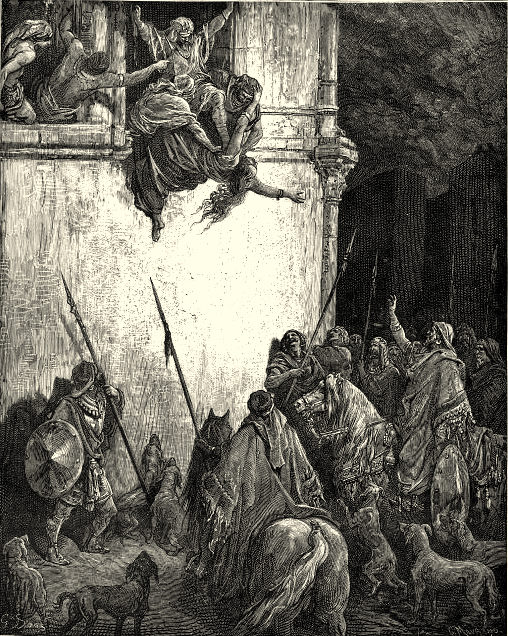
Cái chết của Jezebel